# Spiegazioni filosofiche
Spiegazioni filosofiche è un trattato sulla metafisica, l'epistemologia e l'etica del 1981 del filosofo Robert Nozick.
Il libro ha ricevuto accoglienza positiva. I commentatori hanno paragonato Spiegazioni filosofiche a La filosofia e lo specchio della natura (1979) del filosofo Richard Rorty e lo hanno elogiato per le discussioni di Nozick sulle questioni fondamentali della filosofia e su argomenti come l'epistemologia e l'etica, e lo hanno accolto come una risposta convincente alle accuse che la filosofia accademica americana riceveva di essere eccessivamente interessata a questioni tecniche. Le discussioni di Nozick sulla conoscenza e lo scetticismo hanno ricevuto molta attenzione critica.

## Riepilogo
Nozick discute rami della filosofia come la metafisica, l'epistemologia, e l'etica, problemi filosofici specifici riguardanti questioni come il libero arbitrio, lo scetticismo, il problema mente-corpo e il problema della altre menti, la natura dell'identità personale, e il significato della vita, nonché il lavoro di singoli filosofi, come Immanuel Kant, di cui, in particolare, discute la Critica della ragion pura (1781).
Osservando che i filosofi spesso cercano di dedurre la loro visione onnicomprensiva da alcuni principi di base, mostrando come tutto segue dai loro assiomi basati sull'intuito, Nozick paragona questo approccio alla costruzione di una torre impilando un mattone sopra l'altro: se il mattone alla base si sbriciola o viene rimosso, tutto crolla e si perdono anche le intuizioni che erano indipendenti dal punto di partenza. Suggerisce invece che il Partenone dovrebbe rappresentare il vero modello per la filosofia, promuovendo un modello esplicativo dell'attività filosofica piuttosto che un modello argomentativo o coercitivo. Nel modello del Partenone, separate intuizioni filosofiche vengono poste una dopo l'altra, come colonne, e solo successivamente vengono riunite sotto un tetto costituito da principi o temi generali. In questo modo, quando il terreno filosofico crolla, circostanza che Nozick considera probabile, qualcosa di interessante e bello riesce a rimanere in piedi.

## Pubblicazione
Spiegazioni filosofiche è stato pubblicato per la prima volta nel 1981 dalla Harvard University Press. Nel 1994 era alla sua undicesima ristampa.
La traduzione italiana, a cura di G. Rigamonti, è stata pubblicata da Il Saggiatore nel 1987.